# Die Geduld der Rosa Luxemburg
Die Geduld der Rosa Luxemburg is een West-Duitse film uit 1986 van Margarethe von Trotta. De film deed mee aan de wedstrijd van het Filmfestival van Cannes van 1986, waar Barbara Sukowa de prijs van beste actrice won. De film kreeg dat jaar tevens de Deutscher Filmpreis in de categorie speelfilm en Barbara Sukowa die voor de categorie beste hoofdrolspeler.

## Rolverdeling
| Acteur             | Personage             |
| ------------------ | --------------------- |
| Barbara Sukowa     | Rosa Luxemburg        |
| Daniel Olbrychski  | Leo Jogiches          |
| Otto Sander        | Karl Liebknecht       |
| Adelheid Arndt     | Luise Kautsky         |
| Jürgen Holtz       | Karl Kautsky          |
| Doris Schade       | Clara Zetkin          |
| Hannes Jaenicke    | Kostja Zetkin         |
| Jan Biczycki       | August Bebel          |
| Karin Baal         | Mathilde Jacob        |
| Winfried Glatzeder | Paul Levi             |
| Regina Lemnitz     | Gertrud               |
| Barbara Lass       | Rosa's moeder         |
| Dayna Drozdek      | Rosa, 6 jaar          |
| Henryk Baranowski  | Josef, broer van Rosa |
| Patrizia Lazreg    | dochter van Josef     |
| Charles Régnier    | Jean Jaurès           |